# Чурарі-Дял
Чурарі-Дял (рум. Ciurari-Deal) — село у повіті Телеорман в Румунії. Входить до складу комуни Гратія.
Село розташоване на відстані 51 км на захід від Бухареста, 52 км на північ від Александрії, 130 км на схід від Крайови, 136 км на південь від Брашова.

## Населення
За даними перепису населення 2002 року у селі проживали 608 осіб. Усі жителі села рідною мовою назвали румунську.
Національний склад населення села:
| Національність | Кількість осіб | Відсоток |
| -------------- | -------------- | -------- |
| румуни         | 585            | 96,2%    |
| цигани         | 23             | 3,8%     |